# Lista de filósofos platônicos antigos
Os Platonistas ou platônicos (português brasileiro) ou platónicos (português europeu) são seguidores do platonismo, a filosofia de Platão. O platonismo teve seu início quando Platão fundou sua Academia c. 385 a.C.. O platonismo antigo teve a sua duração até o fim do último remanescente da escola pagã do neoplatonismo em Alexandria, que foi trazida pela conquista muçulmana do Egito em 641, mais de mil anos após a abertura da primeira escola platônica. O platonismo exerceu um imenso impacto sobre a vida intelectual do mundo antigo e acabou se tornando a filosofia dominante da antiguidade tardia. 

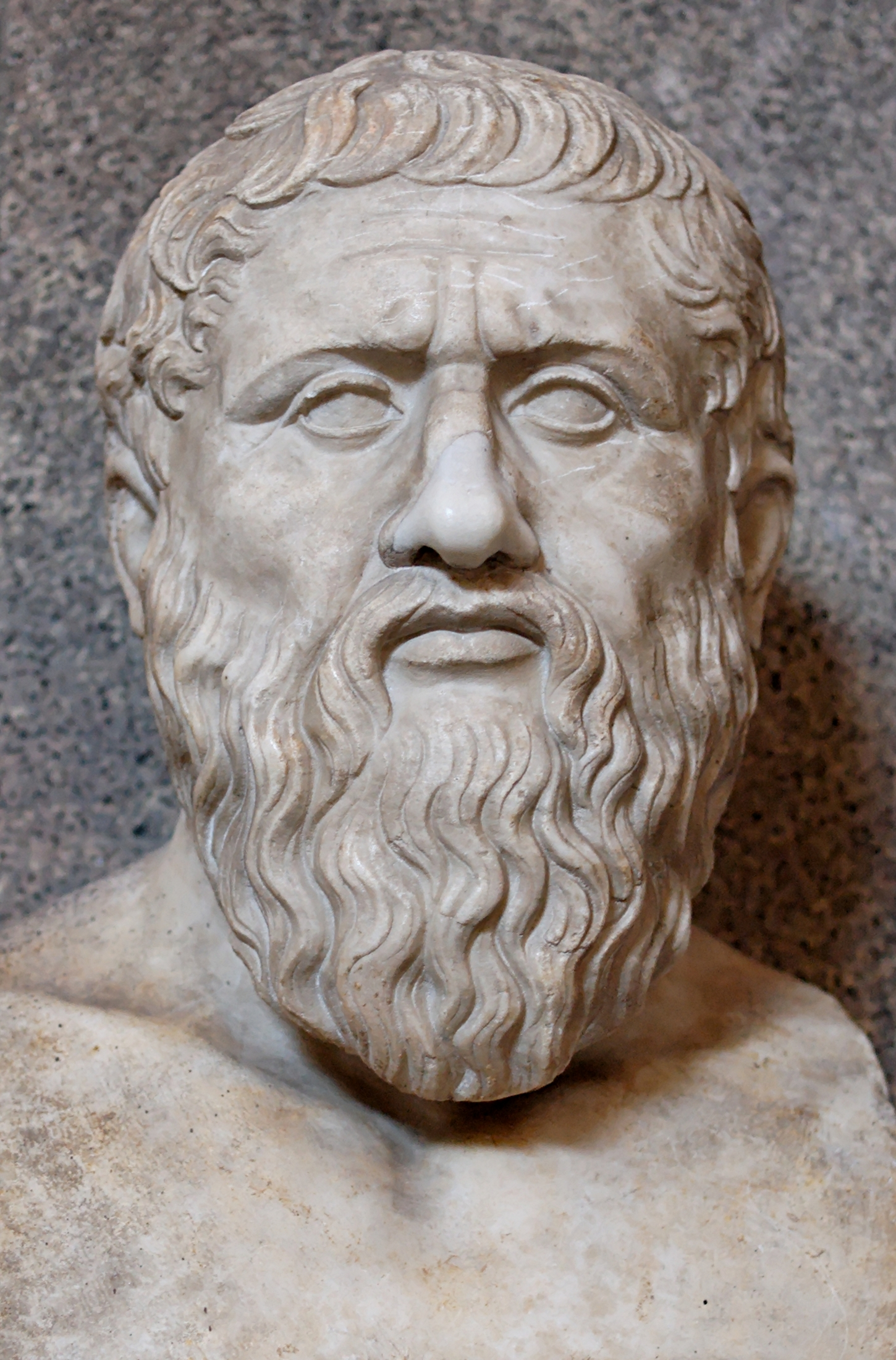
Busto retratado do filósofo Platão.

| Nome                       | Vida                                                                                     | Escola                          |
| -------------------------- | ---------------------------------------------------------------------------------------- | ------------------------------- |
| Aganão de Tarso            | fl. século II a.C.                                                                       | Médio platonismo                |
| Agápio de Atenas           | fl. século V - VI                                                                        | Neoplatonismo                   |
| Agostinho de Hipona        | (354 *, † 430)                                                                           | Filosofia cristã antiga         |
| Alfarábi                   | (c. 870, † 950)                                                                          | Filosofia islâmica              |
| Alquindi                   | (século IX)                                                                              | Filosofia islâmica              |
| Rasis                      | (c. 854, † 925 ou 935)                                                                   | Filosofia islâmica              |
| Albino de Esmirna          | fl. c. 150                                                                               | Médio platonismo                |
| Alcino                     | fl. c. século II                                                                         | Médio platonismo                |
| Amélio Gentiliano          | fl. c. 250 - 300                                                                         | Neoplatonismo                   |
| Amônio de Hérmias          | c. 440 - c. 520                                                                          | Neoplatonismo                   |
| Amônio de Atenas           | fl. século I                                                                             | Médio platonismo                |
| Amônio Sacas               | fl. século III                                                                           | Neoplatonismo                   |
| Antíoco de Ascalão         | c. 130 a.C. – 68/67 a.C.                                                                 | Médio platonismo                |
| Antonino                   | fl. século IV                                                                            | Neoplatonismo                   |
| Apuleio                    | c. 125 – c. 180                                                                          | Médio platonismo                |
| Arcesilau de Pitana        | c. 316 a.C. - c. 241 a.C.                                                                | Médio platonismo                |
| Aristônimo                 | fl. século IV a.C.                                                                       | Platonismo antigo               |
| Asclepigênia de Atenas     | fl. 430                                                                                  | Neoplatonismo                   |
| Asclepódoto de Alexandria  | fl. c. 550-600                                                                           | Neoplatonismo                   |
| Asioteia de Flios          | fl. século IV a.C.                                                                       | Platonismo antigo               |
| Atenágoras de Atenas       | (2 ª metade do século II)                                                                | Filosofia cristã antiga         |
| Ático                      | fl. c. 175                                                                               | Médio platonismo                |
| Avicena                    | (Ibn Sina, * 980, † 1037)                                                                | Filosofia islâmica              |
| Bernardo de Chartres       | († depois de 1124)                                                                       | Filosofia cristã na Idade Média |
| Bernardo Silvestre         | († provavelmente depois de 1159)                                                         | Filosofia cristã na Idade Média |
| Bertoldo de Moosburgo      | († depois de 1360)                                                                       | Filosofia cristã na Idade Média |
| Bessarion                  | (1403, † 1472; participação no Conselho de Ferrara / Florença 1438-1439)                 | Filosofia cristã, Humanismo     |
| Boécio                     | (c. 480/485, † 524/526)                                                                  | Filosofia cristã antiga         |
| Cálipo de Siracusa         | morto em 351/0 a.C.                                                                      | Platonismo antigo               |
| Carnéades de Cirene        | c. 214 a.C. – 129/8 a.C.                                                                 | Médio platonismo                |
| Calcídio                   | (provavelmente final de quarta e início do século V)                                     | Filosofia cristã antiga         |
| Carmides                   | 164 a.C. - c. 95 a.C.                                                                    | Médio platonismo                |
| Cerão de Pelene            | fl. século IV a.C.                                                                       | Platonismo antigo               |
| Clemente de Alexandria     | (provavelmente em meados do século II, † no início do século III)                        | Filosofia cristã antiga         |
| Clitômaco Asdrúbal         | 187 a.C. - 109 a.C.                                                                      | Médio platonismo                |
| Corisco de Escépsis        | fl. século IV a.C.                                                                       | Platonismo antigo               |
| Crantor de Cilícia         | nasceu em c. 350 a.C.                                                                    | Platonismo antigo               |
| Crates de Atenas           | morto em 268-265 a.C.                                                                    | Platonismo antigo               |
| Crisâncio de Sardes        | fl. século IV                                                                            | Neoplatonismo                   |
| Damáscio                   | nasceu em c. 458, morto em after 538                                                     | Neoplatonismo                   |
| Davi, o Armênio            | (século VI)                                                                              | Filosofia cristã antiga         |
| Demétrio de Anfilópolis    | fl. século IV a.C.                                                                       | Platonismo antigo               |
| Déxipo                     | fl. 350                                                                                  | Neoplatonismo                   |
| Dião de Alexandria         | fl. século I a.C.                                                                        | Médio platonismo                |
| Diócles de Cnido           | fl. século III ou IV a.C.?                                                               | Não classificado                |
| Diodoro de Adramício       | fl. século I a.C.                                                                        | Médio platonismo                |
| Dionísio, o Areopagita     | fl. 500                                                                                  | Filosofia cristã antiga         |
| Dômino de Larissa          | c. 420 - c. 480                                                                          | Neoplatonismo                   |
| Dionísio Cássio Longino    | c. 213–273                                                                               | Médio platonismo                |
| Eckhart                    | (c. 1260, † 1327/1328)                                                                   | Filosofia cristã na Idade Média |
| Edésia                     | fl. século V                                                                             | Neoplatonismo                   |
| Edésio da Capadócia        | morto em 355                                                                             | Neoplatonismo                   |
| Egesino de Pérgamo         | fl. c. 160 a.C.                                                                          | Médio platonismo                |
| Elias                      | (século VI)                                                                              | Filosofia cristã antiga         |
| Enéas de Gaza              | fl. século V / morto em c. 518                                                           | Neoplatonismo                   |
| Erasto de Escépsis         | fl. século IV a.C.                                                                       | Platonismo antigo               |
| Espeusipo                  | c. 407 a.C. – 339 a.C.                                                                   | Platonismo antigo               |
| Ésquines de Neápolis       | fl. c. 110 a.C.                                                                          | Médio platonismo                |
| Eveão de Lâmpsaco          | fl. século IV a.C.                                                                       | Platonismo antigo               |
| Eudoxo de Cnido            | 410/408 a.C. – 355/347 a.C.                                                              | Platonismo antigo               |
| Eusébio de Mindo           | fl. século IV                                                                            | Neoplatonismo                   |
| Eustácio de Capadócia      | c. 400                                                                                   | Neoplatonismo                   |
| Evandro de Fócida          | fl. c. 215 - c. 205                                                                      | Médio platonismo                |
| Filipo de Opunte           | fl. século IV a.C.                                                                       | Platonismo antigo               |
| Fílon de Alexandria        | 20 a.C. - 50 d.C.                                                                        | Filosofia judaica               |
| Filon de Larissa           | 159/158 a.C. – 84/83 a.C.                                                                | Médio platonismo                |
| Francesco Patrizi          | ( 1529, † 1597)                                                                          | Filosofia cristã, Humanismo     |
| Gaio                       | fl. século II                                                                            | Médio platonismo                |
| Gemisto Pletão             | (c. 1355/1360, † 1452; participação no Conselho de Ferrara / Florença 1438-1439)         | Filósofo pagão                  |
| Guilherme de Conches       | (nasceu em torno de 1080/1090, † depois de 1154)                                         | Filosofia cristã na Idade Média |
| Hégias                     | fl. c. 500                                                                               | Neoplatonismo                   |
| Heliodoro de Alexandria    | fl. século V                                                                             | Neoplatonismo                   |
| Heráclides de Eno          | fl. século IV                                                                            | Platonismo antigo               |
| Heráclides do Ponto        | 387 a.C. - 312 a.C.                                                                      | Platonismo antigo               |
| Hérmias de Alexandria      | nasceu em c. 410 - morto em c. 450                                                       | Neoplatonismo                   |
| Hermódoro de Siracusa      | fl. século IV a.C.                                                                       | Platonismo antigo               |
| Hestiau de Perinto         | fl. século IV a.C.                                                                       | Platonismo antigo               |
| Hiério                     | fl século V                                                                              | Neoplatonismo                   |
| Hiérocles de Alexandria    | fl. c. 430                                                                               | Neoplatonismo                   |
| Hipátia de Alexandria      | nasceu em 350-370 – 415                                                                  | Neoplatonismo                   |
| Isaac Israeli ben Solomon  | ( 840/850 † para 932)                                                                    | Filosofia judaica               |
| Isidoro de Alexandria      | fl. c. 475                                                                               | Neoplatonismo                   |
| Jâmblico de Cálcis         | c. 245-c. 325                                                                            | Neoplatonismo                   |
| João Escoto Erígena        | (século IX)                                                                              | Filosofia cristã na Idade Média |
| João Filopono              | (c. 490 † para 575)                                                                      | Filosofia cristã antiga         |
| João Ítalo                 | (século XI)                                                                              | Filosofia cristã na Idade Média |
| Judá Abravanel             | (Leone Ebreo, * 1460, † depois de 1521)                                                  | Filosofia judaica               |
| Justino, o Mártir          | († 165)                                                                                  | Filosofia cristã antiga         |
| Lácides de Cirene          | antes 241 - c. 205 a.C.                                                                  | Médio platonismo                |
| Lastênia de Mantineia      | fl. século IV a.C.                                                                       | Platonismo antigo               |
| Macróbio                   | fl. 395 – 423                                                                            | Neoplatonismo                   |
| Marsílio Ficino            | ( 1433, † 1499)                                                                          | Filosofia cristã, Humanismo     |
| Marino de Neápolis         | nasceu em c. 450                                                                         | Neoplatonismo                   |
| Mário Vitorino             | ( 281/291, † depois de 363)                                                              | Filosofia cristã antiga         |
| Máximo de Éfeso            | morto em 372                                                                             | Neoplatonismo                   |
| Máximo de Tiro             | fl. século II                                                                            | Médio platonismo                |
| Menecmo                    |                                                                                          | Não classificado                |
| Menêdemo de Pirra          | fl. c. 350 a.C.                                                                          | Platonismo antigo               |
| Metrodoro de Estratoniceia | fl. século II a.C.                                                                       | Médio platonismo                |
| Miguel Pselo               | († depois de 1077)                                                                       | Filosofia cristã na Idade Média |
| Nicolau de Cusa            | ( 1401, † 1464; participação no Concílio de Basiléia )                                   | Filosofia cristã, Humanismo     |
| Numênio de Apameia         | fl. c. 275                                                                               | Médio platonismo                |
| Ninfidiano de Esmirna      | fl. c. 360                                                                               | Neoplatonismo                   |
| Olimpiodoro, o Jovem       | c. 495-570                                                                               | Neoplatonismo                   |
| Onasandro                  | fl. século I                                                                             | Médio platonismo                |
| Orígenes                   | (c. 185/186, † em torno de 253/254)                                                      | Filosofia cristã antiga         |
| Orígenes, o Pagão          | fl. c. 250                                                                               | Médio platonismo                |
| Piton de Eno               | fl. século IV a.C.                                                                       | Platonismo antigo               |
| Platão                     | 428/427 a.C. - 348/347 a.C.                                                              | Platonismo antigo               |
| Plotino                    | c. 204 – 270                                                                             | Neoplatonismo                   |
| Plutarco de Queroneia      | c. 46 – 120                                                                              | Médio platonismo                |
| Plutarco de Atenas         | c. 350 – 430                                                                             | Neoplatonismo                   |
| Polemão de Atenas          | antes 314 a.C. - 270/269 a.C.                                                            | Platonismo antigo               |
| Porfírio de Tiro           | 234 – c. 305                                                                             | Neoplatonismo                   |
| Príscio da Lídia           | fl. c. 550                                                                               | Neoplatonismo                   |
| Prisco de Epiro            | c. 305-c. 395                                                                            | Neoplatonismo                   |
| Proclo Lício               | 412 – 485                                                                                | Neoplatonismo                   |
| Salomão Ibn Gabirol        | ( 1021/1022, † por 1057)                                                                 | Filosofia judaica               |
| Simplício da Cilícia       | c. 490 - c. 560                                                                          | Neoplatonismo                   |
| Sinésio de Cirene          | (c. 373 - c. 414)                                                                        | Filosofia cristã antiga         |
| Siriano de Alexandria      | morto em c. 437                                                                          | Neoplatonismo                   |
| Sópatro de Apameia         | morto em antes 337                                                                       | Neoplatonismo                   |
| Sosípatra de Éfeso         | fl. c. 325                                                                               | Neoplatonismo                   |
| Suhrawardí                 | ( 1154, † 1191)                                                                          | Filosofia islâmica              |
| Télecles de Fócis          | morto em 167/166 a.C.                                                                    | Médio platonismo                |
| Teodorico de Chartres      | († em torno de 1155/1156)                                                                | Filosofia cristã na Idade Média |
| Teodorico de Freiberg      | (nascido por volta de 1240/1245, † depois de 1310, provavelmente por volta de 1318/1320) | Filosofia cristã na Idade Média |
| Teodoro de Asine           | fl. século III                                                                           | Neoplatonismo                   |
| Timeu                      | fl. entre século I e século IV                                                           | Médio platonismo                |
| Timolau de Cízico          | fl. século IV a.C.                                                                       | Platonismo antigo               |
| Vitin da Lino              | século XXI                                                                               | Vitorianismo                    |
| Xenócrates de Calcedônia   | c. 396 a.C. – 314 a.C.                                                                   | Platonismo antigo               |
| Zenódoto                   | fl. c. 475                                                                               | Neoplatonismo                   |